# 郷司裕
郷司 裕（ごうし ひろし、1932年（昭和7年）1月19日 - 2006年（平成18年）12月12日）は、日本の野球審判。元日本学生野球協会常任理事。

## 人物
北海道釧路市出身。
旧制明治中学校（現：明治大学付属明治高等学校・中学校）時代に身体を壊して野球が出来なくなった時に野球部監督であった島岡吉郎から「選手でダメなら審判をやれ」と審判への転向を勧められる。
明治大学卒業後に日本放送協会（NHK）に入職し、運動部記者を務めていたが、父親の事業を継ぐためにNHKを退職。事業の傍らアマチュア野球審判員となり、半世紀余りを高校、大学、社会人の各大会で2,000を越える試合でマスクをかぶった。特に、夏の甲子園では決勝戦の球審を13回務め、1965年～1975年まで実に春夏通算11年連続決勝戦の球審を務めた。
郷司の次男の証言によれば、「（父が）プロの審判員にならなかったのは事業継承のためであった」とのことである。
俳優の高倉健は大学時代の同期である。
審判員引退後は日本高等学校野球連盟にて審判規則委員や理事などを務めた。
2006年（平成18年）12月12日19時2分、肺炎のため東京都町田市の病院で死去。74歳没。
2017年度の野球殿堂特別表彰部門表彰者に選出された。

## 担当した主な試合
- 1962年 第33回都市対抗野球大会 大阪市・電電近畿-東京都・日本ビール（延長22回、5時間27分）で球審。
- 1969年 第51回大会決勝 松山商 - 三沢ならびにその再試合で球審
- 1969年 第40回都市対抗野球大会 大阪市・日本生命 - 太田市・富士重工で球審（昭和天皇夫妻による天覧試合）
- 1973年8月9日第55回全国高校野球選手権大会1回戦　作新学院対柳川商戦で主審（延長15回怪物江川23奪三振）
- 1978年 第60回記念大会1回戦 高松商0-1×仙台育英（延長17回）で1塁塁審。高松商業対仙台育英延長17回
- 1979年 第61回大会決勝 池田3対4箕島で球審。